# Jón Pálmason
Jón Pálmason (* 28. November 1888 in Ytri-Löngumýri, Blöndudalur; † 1. Februar 1973) war ein isländischer Politiker der Unabhängigkeitspartei (Sjálfstæðisflokkur), der 1945 bis 1949, 1950 bis 1953 sowie 1959 Vorsitzender des Althing sowie zeitweise Minister war.

## Leben

### Landwirt und Mitglied des Althing
Jón Pálmason war nach dem Schulbesuch in Akureyri von 1913 bis 1915 sowie erneut von 1917 bis 1923 als Landwirt in Ytri-Löngumýri sowie zwischenzeitlich von 1915 bis 1917 in Mörk in Laxárdalur. Während dieser Zeit war er zwischen 1916 und 1917 Mitglied des Rates des Landgemeinde (Hreppur) Bólstaðarhlíðarhreppur sowie von 1919 bis 1923 Vorsteher der Landgemeinde Svínavatnshreppur. Später war er von 1923 bis 1963 Landwirt in Akri in Húnavatn und während dieser Zeit zwischen 1925 und 1929 auch Ausschussvorsitzender der Landgemeinde Torfalækjarhreppur.
Jón Pálmason wurde 1933 als Kandidat der Unabhängigkeitspartei zum Mitglied des Althing gewählt und vertrat dort bis 1959 die Interessen des Kreises Austur-Húnavatnssýsla. Er war von 1937 bis 1963 Inspektor der Reichsregierung war und als solcher zwischen 1939 und 1941 auch Mitglied des Versuchsausschusses. 1942 wurde er zum Vorsitzenden des Stromausschusses gewählt und war in dieser Zeit auch 2. stellvertretender Vorsitzender sowie 1. stellvertretender Vorsitzender des Althing.

### Dreimaliger Vorsitzender des Althing und Landwirtschaftsminister
1945 wurde er Nachfolger von Gísli Sveinsson als Vorsitzender des Althing (Forseti Alþingis) und war damit von der 64. bis zur 68. Sitzungsperiode Präsident des Parlaments und wurde dann von Steingrímur Steinþórsson abgelöst.
Am 6. Dezember 1949 wurde er von Ministerpräsident Ólafur Thors als Landwirtschaftsminister (Landbúnaðarráðherra) in dessen drittes Kabinett berufen, dem er bis zum Ende von dessen Amtszeit am 4. März 1950 angehörte. In dieser Ministerfunktion war er zudem zuständig für Energie und Straßen.
Anschließend war Jón Pálmason von 1950 (70. Sitzungsperiode) bis 1953 (72. Sitzungsperiode) war er als Nachfolger von Steingrímur Steinþórsson erneut Vorsitzender des Althing und wurde dann durch Jörundur Brynjólfsson ersetzt. Danach erfolgte 1953 seine Berufung zum Mitglied des Vorstands (bankaráði) der Landsbanki, der ältesten und zweitgrößten Bank Island, dem er bis 1956 angehörte. 1955 wurde er Mitglied des Immobilienausschusses des Althing.
1956 erfolgte seine Berufung zum Mitglied des Vorstands der 1930 gegründeten Búnaðarbanki Íslands, dem er bis 1968 angehörte. Zuletzt war er zwischen 1961 und 1968 Vorstandsvorsitzender der Búnaðarbanki Íslands.
Als Nachfolger von Emil Jónsson war er während der 78. Sitzungsperiode 1959 zum dritten Mal für kurze Zeit Vorsitzender des Althing und wurde dann von Friðjón Skarphéðinsson abgelöst. Des Weiteren war er von Januar bis Juni 1960, Dezember 1960 bis März 1961, Oktober bis November 1961, Februar bis April 1972, November 1962 sowie Februar bis April 1963 Ratspräsident des Nordischen Rates.
Sein jüngster Sohn Pálmi Jónsson (* 1929) war zwischen 1967 und 1995 als Vertreter der Unabhängigkeitspartei ebenfalls Mitglied des Althing sowie von 1980 bis 1983 auch Landwirtschaftsminister.